# 斯尼亞斯布羅克站
斯尼亞斯布羅克站（英語：Snaresbrook tube station）是倫敦地鐵的一個車站，位於倫敦北部的斯尼亞斯布羅克。斯尼亞斯布羅克站是中央線的車站，位於倫敦第4收費區，其兩側車站是萊頓斯通站和南伍特福站。車站開通於1856年8月22日。